# Góry Egriskie
Góry Egriskie (gruz. ეგრისის ქედი), znane również jako Góra Samegrelo (gruz. სამეგრელოს ქედი) lub Góra Odiszi (gruz. ოდიშის ქედი) – pasmo górskie ze wschodu na zachód, które biegnie równolegle do pasma górskiego Wielkiego Kaukazu w regionie Megrelia-Górna Swanetia w Gruzji. Góra jest połączona z pasmem górskim Wielkiego Kaukazu przez góry Swaneckiego. Długość pasmo górskiej Egrisi wynosi 62 km, a szerokość 37 km. Pasmo jest ograniczone doliną rzeki Ccheniscchali na wschodzie i doliną rzeki Enguri na zachodzie.
Najwyższym punktem pasma górskiego jest góra Czitagvala, która wznosi się na wysokość 3226 m n.p.m. Szczyty, które przekraczają 3000 metrów wysokości, obejmują Calmagi, Techuriszdudi, Lakumuraszdudi, Didghalidudi, Otepura i inne. Nazwa góry wywodzi się od wczesnośredniowiecznego gruzińskiego regionu Egrisi, z grubsza odpowiadającego Kolchidzie starożytności.